# Józef Fajkowski (historyk)

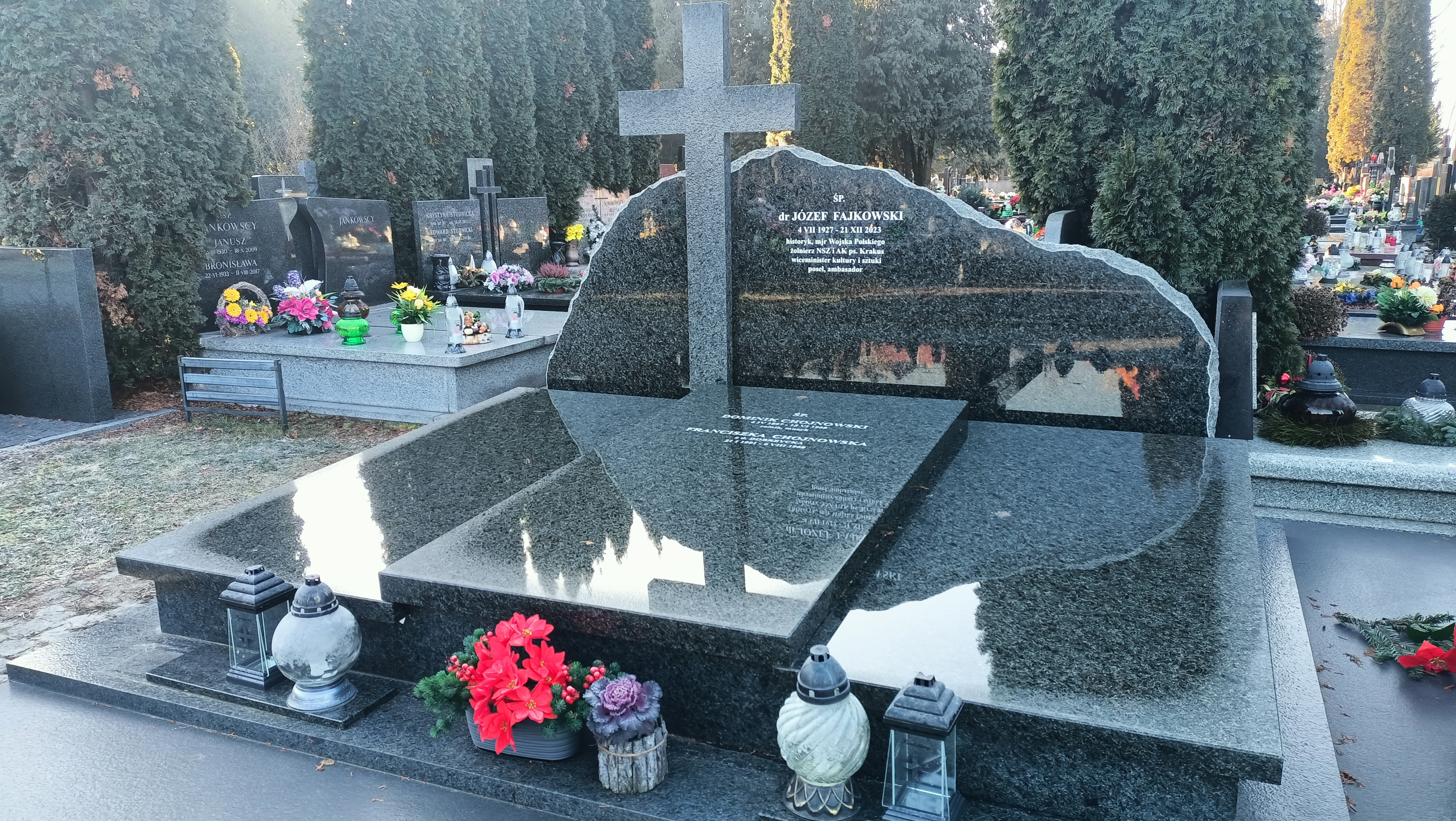
Grób Józefa Fajkowskiego na cmentarzu w Pyrach

Józef Fajkowski (ur. 4 lipca 1927 w Szczuczynie, zm. 21 grudnia 2023 w Warszawie) – polski pedagog, historyk, publicysta, działacz państwowy i społeczny oraz ruchu ludowego. W latach 1964–1965 dyrektor Muzeum Warmii i Mazur w Olsztynie, w latach 1973–1982 wiceminister kultury i sztuki, w latach 1972–1976 poseł na Sejm PRL VI kadencji, w latach 1982–1983 ambasador PRL w Finlandii, w latach 1984–1989 dyrektor Muzeum Historii Polskiego Ruchu Ludowego.

## Życiorys
Podczas okupacji niemieckiej był żołnierzem Armii Krajowej ps. „Krakus”. Po wojnie czynny w konspiracji niepodległościowej, obecnie major (rezerwa) Wojska Polskiego (mianowany przez ministra obrony narodowej 30 października 2012). W 2004 Urząd do Spraw Kombatantów i Osób Represjonowanych nadał mu odznakę „Weteran Walk o Wolność i Niepodległość Ojczyzny”.
W latach 1947–1948 działał w Związku Młodzieży Wiejskiej RP „Wici” w powiecie grajewskim, do 1948 pracował także w gospodarstwie ojca. W 1948 wstąpił do Stronnictwa Ludowego, z którym w 1949 (będąc wówczas na studiach) wstąpił do Zjednoczonego Stronnictwa Ludowego.
Ukończył historię na Wydziale Humanistycznym Uniwersytetu Mikołaja Kopernika w Toruniu (1952) oraz historię i pedagogikę w Państwowej Wyższej Szkole Pedagogicznej w Gdańsku (1963). W 1968 uzyskał stopień doktora nauk humanistycznych w Wyższej Szkole Nauk Społecznych przy KC PZPR.
W latach 1952–1958 był nauczycielem historii, języka angielskiego i łaciny w Liceum Ogólnokształcącym w Lęborku, potem historii w Liceum Pedagogicznym w Bartoszycach.
Współorganizował Związek Młodzieży Wiejskiej na Mazurach i Warmii, był we władzach wojewódzkich tej organizacji, w latach 1958–1962 był przewodniczącym Zarządu Wojewódzkiego ZMW w Olsztynie i członkiem prezydium Zarządu Głównego ZMW. W latach 1962–1965 był kierownikiem Wydziału Kultury Wojewódzkiej Rady Narodowej w Olsztynie. Od 1965 pełnił kolejno funkcje starszego redaktora Ludowej Spółdzielni Wydawniczej i kierownika działu społeczno-politycznego miesięcznika „Wieś Współczesna”, a w latach 1968–1971 dyrektora Centralnego Ośrodka Szkoleniowego ZSL. W latach 1973–1982 był wiceministrem kultury i sztuki.
W latach 1972–1976 był posłem na Sejm PRL VI kadencji. Sprawował funkcję wiceprzewodniczącego Komisji Kultury i Sztuki. W 1982 wszedł w skład Społecznego Komitetu Budowy Pomnika Wincentego Witosa w Warszawie, który został odsłonięty w 1985. W latach 1982–1983 był ambasadorem PRL w Finlandii. Stworzył w 1984 Muzeum Historii Polskiego Ruchu Ludowego w Warszawie, którego był pierwszym dyrektorem. W latach 1988–1990 członek Rady Ochrony Pamięci Walk i Męczeństwa. W lutym 1989 wszedł w skład działającej przy tej Radzie Komisji do spraw Upamiętnienia Ofiar Represji Okresu Stalinowskiego. W 1990 wstąpił do Polskiego Stronnictwa Ludowego.
Od 1991 na emeryturze, współpracował z Muzeum Historii Polskiego Ruchu Ludowego. Prowadził m.in. badania nad ruchami chłopskimi w państwach Unii Europejskiej. Współpracował też z Instytutem Pamięci Narodowej, Muzeum Niepodległości, Muzeum Wojska Polskiego i Muzeum Literatury im. Adama Mickiewicza w Warszawie.
Pochowany 2 stycznia 2024 na warszawskim cmentarzu w Pyrach.

## Rodzina
Rodzice Józefa Fajkowskiego byli właścicielami gospodarstwa rolnego. Ojciec Władysław był działaczem ruchu ludowego i spółdzielczego, matką była Władysława. Żona Maria była nauczycielką. Józef Fajkowski był ojcem dziennikarki Jolanty Fajkowskiej oraz dziadkiem aktorki Marii Niklińskiej.

## Działalność publicystyczna
Opublikował kilkadziesiąt artykułów na tematy kultury, dziejów wsi i ruchu ludowego oraz martyrologii i walk wsi w latach okupacji niemieckiej na łamach „Roczników Dziejów Ruchu Ludowego”, „Studiów i Materiałów Polskiej Akademii Nauk”, „Wsi Współczesnej”, „Tygodnika Kulturalnego”, „Pokoleń”, „Zeszytów Muzealnych”.

### Książki
- Ruch ludowy na Mazurach i Warmii 1945–1949 (1968)
- Krótki zarys historii ruchu ludowego (1969)
- Wieś w ogniu. Eksterminacja wsi polskiej w okresie okupacji hitlerowskiej 1939–1945 (1972)
- Zbrodnie hitlerowskie na wsi polskiej 1939–1945 (1981, współautor)
- Z dziejów konspiracyjnego harcerstwa polskiego 1944–1956. Nieznane karty (1993, współautor)
- Zasoby kultury polskiej w świecie (1999)
- Arka Bożek. Siła nasza leży w nas samych. Szkic biograficzny, wybór pism i przemówień oprac. J. Fajkowski (1999)
- Zapiski (2007)

## Odznaczenia
- Krzyż Komandorski z Gwiazdą Orderu Odrodzenia Polski (2005)[8]
- Srebrny Krzyż Zasługi (1955)[9]
- Krzyż „Za Zasługi dla ZHP” (1975)
- Krzyż Armii Krajowej (1994)
- Krzyż Partyzancki (1995)
- Medal Komisji Edukacji Narodowej (1997)
- Medal „Za zasługi dla Ruchu Ludowego” im. Wincentego Witosa (2000)
- Medal „Pro Memoria” (2005)
- Złota Odznaka honorowa „Zasłużony dla Warmii i Mazur” (1960)
- Odznaka „Zasłużony Działacz Kultury” (1965)
- Odznaka „Weteran Walk o Wolność i Niepodległość Ojczyzny” (1995)
- Nagroda publicystyczna im. Tomasza Nocznickiego (1968)